# Bernardia rzedowskii
Bernardia rzedowskii là một loài thực vật có hoa trong họ Đại kích. Loài này được A.Cerv. & Flores Olv. mô tả khoa học đầu tiên năm 2005.